# Río Tone
El río Tone (利根川 Tone-gawa?) es uno de los grandes ríos de Japón. Su cuenca de 16 840 km² es la más grande de Japón y por su longitud de 322 km es el segundo río más largo de Japón. 
Antiguamente el Tone era famoso por producir en forma periódica grandes inundaciones, cambiando frecuentemente su curso a consecuencia de las mismas. Por ello es difícil indicar con precisión cual era la ruta seguida por su cauce en la antigüedad.
El río originalmente desembocaba en la bahía de Tokio, y tributarios como los ríos Watarase y Kinu tenían sistemas hídricos independientes. Para controlar las inundaciones y favorecer la navegación, en el siglo XVII se comenzaron una serie de grandes obras, en la época en que la región de Kanto se convirtió en el centro político del Japón. El curso actual fue en gran parte determinado durante el período Meiji.

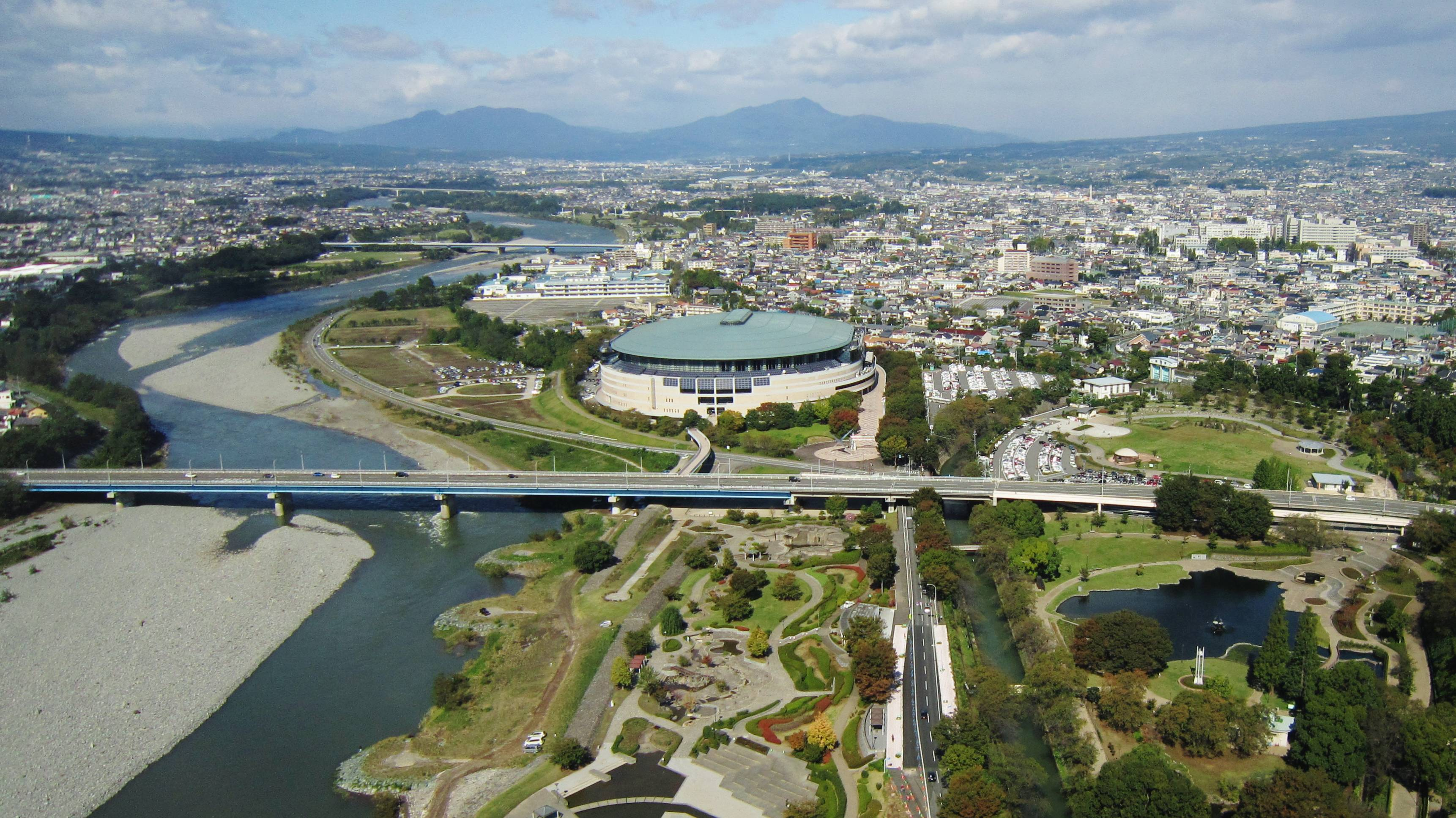
Río Tone en Maebashi (Gunma).

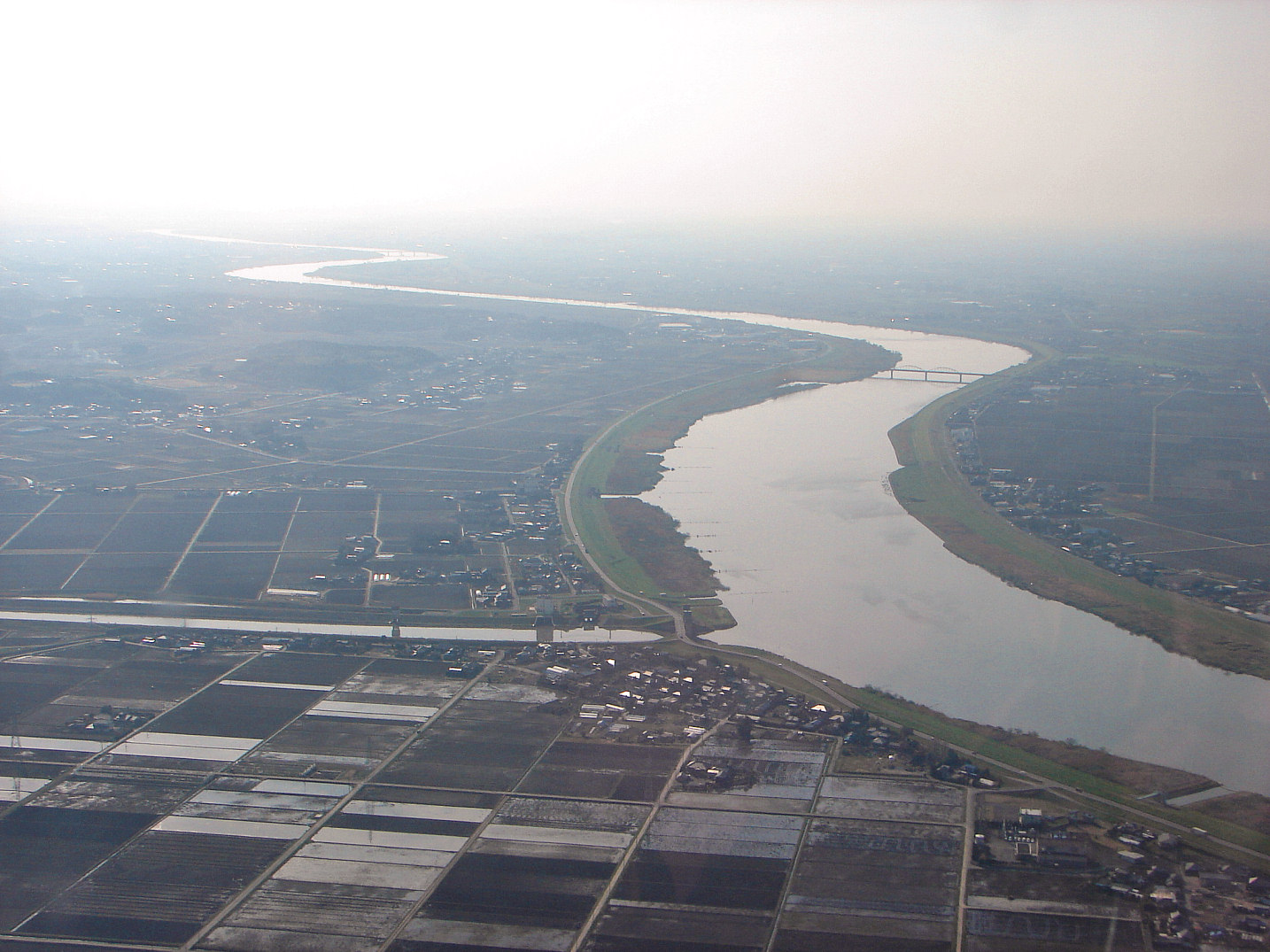
Río Tone en Narita y Kawachi.

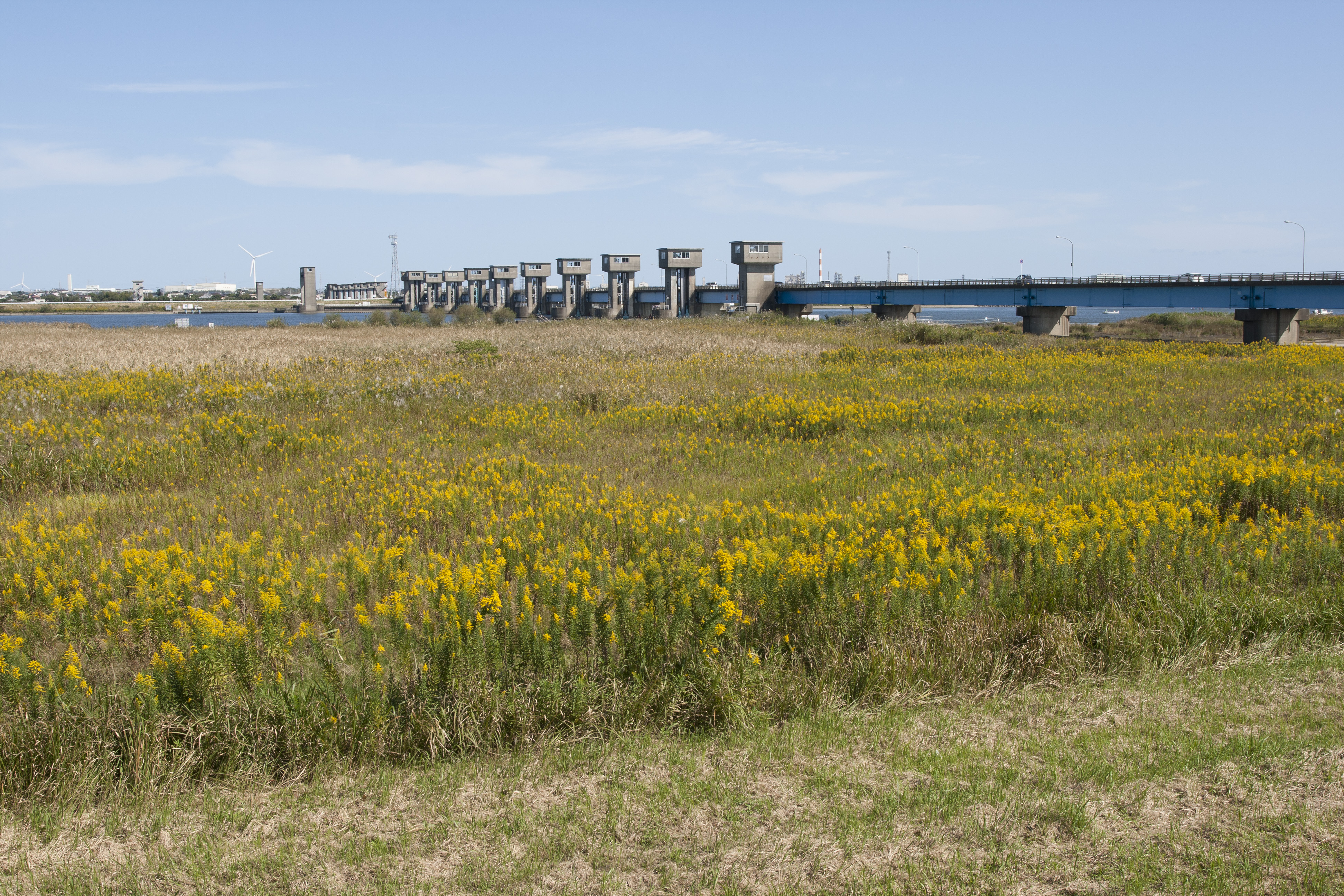
Vertedero del Estuario del Río Tone.

## Descripción
Las nacientes del Tone se encuentran en el Monte Ōminakami (大水上山) en la Prefectura de Gunma. El río corre a través de la prefectura hacia el sur y entre la llanura de Kantō. Cambia su curso al este en el límite de las prefecturas de Gunma y Saitama. Después el río pasa el límite entre las prefecturas de Ibaraki y Chiba. La dirección durante este curso es sureste y este. Cerca de la ciudad de Chōshi desemboca en el océano Pacífico. A mitad de su curso una parte de su corriente alimenta al río Edo que desemboca en la bahía de Tokio.
Entre los principales afluentes se cuentan los ríos Agatsuma, Watarase, Kinu, Omoi, y Kokai.

## Toponimia
Bandō Tarō (坂東太郎) es su hidrónimo antiguo. Bandō es otro nombre que se le daba a la región de Kantō. Taro es un nombre popular y tradicional que se le da al hijo mayor en las familias japonesas. En forma similar otros grandes ríos, tales como el río Chikugo (筑後川) y el río Yoshino (吉野川) se llamaron Tsukushi Jirō (筑紫次郎) y Shikoku Saburō (四国三郎). Donde Jirō es un nombre que se le da al segundo hijo y Saburō es para el tercero. De estos apodos resulta evidente que el río Tone era considerado el más grande en Japón dentro del conocimiento de la gente antigua.

## Historia
Con anterioridad al siglo XVII el curso inferior del Tone era diferente a su trazado actual. El Tone corría al sur y desembocaba en la bahía de Tokio. En ese entonces el río Ara (荒川) era un afluente del Tone. Los habitantes de su cuenca sufrían inundaciones frecuentes en la zona donde se encontraba ubicada la ciudad de Edo (actualmente Tokio). Edo pasó a ser la nueva capital de Japón al comienzo del período Edo, a principios del siglo XVII, y el nombre de Edo cambió a Tokio durante la Restauración Meiji. 
El shogunato de Tokugawa pensó que el control del río Tone podía ser beneficioso para el desarrollo de la agricultura. Tokugawa Ieyasu designó a Ina Tadatsugu (伊奈忠次) como Kantō Gundai (関東郡代, gobernador de Kantō rural). Los familiares de Ina le sucedieron, trabajando en muchas obras para controlar el río. Las obras progresaron a través de múltiples y complejas etapas. En 1621 el río Tone cambiaba su vía inferior a la vía del río Watarase (渡良瀬川) y dividía con el río Ara. El nuevo curso bajo del Tone (y el viejo curso bajo del Watarase) se cambió un poco al este en 1641. En 1654 el curso del río Tone fue cambiado nuevamente confluyendo con el río Hitachi (常陸川) y luego el río Kinu (鬼怒川). Entonces circulaba un caudal mayor al curso del río Edo (Watarase bajo viejo), porque la interconexión entre el Tone y el Kinu era estrecha. 
Estas obras crearon muchos ríos pequeños y cauces para irrigar los arrozales, entre varios de ellos el río Shintone (新利根). Los nuevos cursos del Tone y Edo se habían utilizado como un canal entre Edo y Chōshi. Los barcos pudieron de esta manera transportar bienes desde Tōhoku y Kantō hasta la capital Edo. El shogunato estuvo muy satisfecho.
La explosión del monte Asama (浅間山) en 1783 cambió la situación. Las cenizas volcánicas se acumularon en el curso bajo del Tone. Su lecho se volvió poco profundo. Las inundaciones frecuentes pusieron en grave amenaza a los ciudadanos de Edo. El shogunato extendió el curso al Chōshi para proteger Edo y sus afueras. Las inundaciones de Edo se redujeron pero sus habitantes sufrieron las consecuencias.

## Contaminación
Desde fines del siglo XIX, la calidad de las aguas del río se vio afectada por la contaminación producida por la Mina de cobre de Ashio (足尾鉱毒事件, Ashio Kōdoku Jiken). La mina con sus efluentes producto de la metalurgia extractiva del cobre contaminó el río Watarase y su corriente principal el Tone. 
Aunque el gobierno de Meiji reprimió las protestas de los habitantes, se comenzaron obras para reforzar el curso inferior del Tone y proteger Tokio. El curso actual del río Tone es el resultado de estas obras. La afluencia de veneno se prolongó hasta el último cuarto del siglo XX.